# Juan Ignacio Alfaro
Juan Ignacio Alfaro Monge (Heredia, 29 de agosto del 2000) es un futbolista costarricense, se desempeña como guardameta y su equipo actual es el  Florida Atlantic Owls de la Primera División de National Collegiate Athletic Association.
Comenzó su carrera deportiva con el Club Sport Herediano, equipo con el que debutó en un encuentro ante el Limón Fútbol Club.

## Carrera

### Club Sport Herediano
Debutó el 10 de octubre del 2018, en la derrota del Herediano frente a  la escuadra limonense. Solo jugó 3 partidos con el Herediano (ante Limón, Municipal Grecia y Jicaral Sercoba).

### Guadalupe F.C
Fue cedido a préstamo al equipo de Guadalupe F.C. Donde no lograría disputar ningún partido con el equipo guadalupano.

### Municipal Grecia
Fue unos de los jugadores cedido a préstamo al equipo del Municipal Grecia de parte del C.S Herediano a finales del 2019. Alfaro, jugaría solo un partido con el cuadro griego antes la Asociación Deportiva San Carlos, donde el resultado sería de un 2 a 5, a favor de San Carlos.

### Carmelita
Juan Ignacio Alfaro encontraría la regularidad en el equipo del carmen, siendo el portero principal jugando el Apertura 2020 y Clausura 2021 (de la Segunda División de Costa Rica) siendo este último torneo donde llegaría hasta la semifinales, siendo eliminados por el Puntarenas Futbol Club en un global de 3:7; Después de haber disputados estos dos torneos Alfaro, formaría parte de la salida de varios jugadores jóvenes del equipo de Carmelita, para,  traer jugadores de experiencia y buscar el boleto a la Primera División de Costa Rica.

### Iona Gaels Men's Soccer
Alfaro en 2021 tomaría su primera experiencia Estados Unidos, jugando para el Iona Gaels Men's Soccer.

## Clubes
| Club                                      | País           | Año             |
| ----------------------------------------- | -------------- | --------------- |
| C.S. Herediano                            | Costa Rica     | 2018-2021       |
| Guadalupe F.C (préstamo)                  | Costa Rica     | 2019            |
| Municipal Grecia (préstamo)               | Costa Rica     | 2020            |
| Asociación Deportiva Carmelita (préstamo) | Costa Rica     | 2020-2021       |
| Iona Gaels Men's Soccer                   | Estados Unidos | 2021-2024       |
| Kalamazoo FC (préstamo)                   | Estados Unidos | 2024            |
| F. Atlantic Owl                           | Estados Unidos | 2024-actualidad |

## Palmarés
| Título           | Club                 | Año           |
| ---------------- | -------------------- | ------------- |
| Primera División | Club Sport Herediano | Apertura 2018 |

### Campeonatos internacionales
| N.º | Título        | Club            | Lugar    | Año  |
| --- | ------------- | --------------- | -------- | ---- |
| 1   | Liga Concacaf | C. S. Herediano | Honduras | 2018 |